# Червена камшична змия
Червените камшични змии (Masticophis flagellum) са вид влечуги от семейство Смокообразни (Colubridae).
Разпространени са в южната част на Северна Америка.
Таксонът е описан за пръв път от английския естественик Джордж Шоу през 1802 година.

## Подвидове
- Masticophis flagellum cingulum
- Masticophis flagellum fuliginosus
- Masticophis flagellum lineatulus
- Masticophis flagellum piceus
- Masticophis flagellum ruddocki
- Masticophis flagellum testaceus